# 琵琶湖鲶
琵琶湖鯰又名琵琶湖巨鯰，為輻鰭魚綱鯰形目鯰科的其中一種，為溫帶淡水魚，分布於亞洲日本琵琶湖流域，為特有種，體長可達118公分，最大可達120公分，體型小於近親歐鯰和懷頭鯰，棲息在底層水域，生活習性不明。

## 扩展阅读
維基物種上的相關：琵琶湖鯰